# Godentum
Gode (isländisch Goði für ‚Priester‘ oder wohl auch [übertragen] „König“) war bis zur Einführung der Járnsíða im Jahre 1271 der Träger der Regierungsgewalt in Island.

## Herkunft
Etymologisch wird das Wort zu guþ und goþ = Gott gestellt. Der Begriff erscheint im Korpus der Runeninschriften früh im 4. Jahrhundert in der Inschrift des südwestnorwegischen Steins von Nordhuglo sowie auf zwei Inschriften der Wikingerzeit wie beispielsweise dem Runenstein von Helnæs aus der dänischen Region Fünen.
Das Wort goðorð ist hingegen nur auf Island belegt und zeigt, dass dort eine Sonderentwicklung stattgefunden hat. Darüber hinaus gibt es noch eine althochdeutsche Glosse im Abba-Glossar, die das Wort goting (oder cotinc bzw. goding) mit lat. tribunus (Tribun, Vorsteher) übersetzt: ciliarcus. uueraltkhraft. tribunus. cotinc. qui mille uiros. habet. ther thusunt manno. habet. edho camano. (Gl I: 88, 15; „Chiliarch : Tribun, der 1000 Männer hat“)

## Ursprung
Zu Beginn gab es 36 goðar, die auch höfðingar (Häuptlinge) genannt wurden. Ihr Amt hieß goðorð und die damit verbundene Macht mannaforráð (Herrschaft über die Männer) oder ríki (Macht). Der Ursprung liegt im Dunkeln. Am häufigsten wird angenommen, dass sich die Macht der Goden von ihrem Tempelbesitz hergeleitet habe. Es wird auch vertreten, dass das Godentum auf Island nur sehr lose mit dem Tempelpriestertum verknüpft gewesen sei. In der altisländischen Literatur kommt das Wort hofgoði (Tempelgode) öfter vor.

## Funktionen
Die feste Ordnung der Godenherrschaft scheint mit der Gründung des Alþings (Althing) 930 entstanden zu sein. Man legte die Gesamtzahl der Godentümer (= Thingversammlungen) auf 36 fest. Im Jahre 965 wurde das Land geviertelt, und man fügte drei Godentümer hinzu, da der Bezirk im Norden aus vier Godentümern bestand. In den Ost-, West- und Südvierteln gab es nun drei, im Nordviertel vier Thingversammlungen. Zu jeder Thingversammlung gehörten drei Goden und jeder Thingverband hatte einen Haupttempel. Die zwölf Goden im Norden sollten aber keinen größeren Einfluss haben als die neun Goden in den jeweiligen anderen Vierteln. Also erhielt jedes der anderen Viertel je einen Goden hinzu. Im 12. Jahrhundert gehörten etwa 100 Bauernhöfe zu einem Goðorð. 
Die Godengewalt (goðorð) war frei veräußerlich, vererbbar und auch teilbar, indem jeweils einer der Berechtigten sein Godentum über drei Thingversammlungen (Frühjahrsthing, Herbstthing und Allthing) innehaben sollte. Es gab auch weibliche Goden, die Gyðjar. In der Landnamabók, der wichtigsten Quelle zur isländischen Besiedlungsgeschichte, werden zwei Frauen mit Namen Þuriðr Gyðja erwähnt. In der Vatnsdoela Saga wird von einer Frau mit Namen Steinvör berichtet, „die Tempelpriesterin (hofgyðja) war und dem Haupttempel vorstand.“ Im eddischen Hyndluljoð wird eine Hlédis Gyðja erwähnt. Das Recht am Hof, auf dem der Tempel stand, das Recht am Tempel und das darauf gestützte Goðorð waren getrennt. Das Goðorð war eine selbständige und als reine Machtposition eine abstrakte verkehrsfähige Sache. Bei der christlichen Zehntgesetzgebung wurde das Goðorð nicht als zehntpflichtig angesehen.
Die Rechte und Pflichten des Goden betrafen die Landesverwaltung auf dem Allthing und die Bezirksverwaltung. Die Aufgabe der Landesverteidigung gab es auf Island nicht. Jeder Gode hatte seine Thingleute. Diese hatten aber das Recht, den Goden innerhalb ihres Thingbezirks zu wechseln. Die wichtigste Aufgabe des Goden war es, die Interessen seiner Thingleute zu vertreten.
Die Goden hatten vor Sonnenuntergang des ersten Thingtages auf dem Thing zu erscheinen. Sie hatten Sitz und Stimme in der gesetzgebenden Versammlung, mussten die Richter für das Gericht benennen und den Gesetzessprecher bestellen. Sie nahmen an den Gerichtsverhandlungen als Geschworene teil und waren auch Friedensrichter im eigenen Bezirk.
Die Goden waren aber auch von ihren Bauern abhängig, denn diese waren die einzigen, mit denen Feinde von außen abgewehrt werden konnten. Die Bauern hatten ihrerseits zu den Thingversammlungen zu erscheinen. Jeder neunte Bauer hatte seinen Goden auf der Thingfahrt zu begleiten. Die Goden regelten auch den Handel. Sie legten die Preise fest, die Ausländer für ihre Waren verlangen durften.

## Entwicklung
Gegen Ende der Freistaatszeit setzte eine Konzentration ein. Ein Gode übernahm mehrere Goðorð, so dass am Ende das gesamte Land von etwa 10 Männern regiert wurde, die den mächtigsten Familien entstammten. Die unmittelbare Beziehung zu den Bauern trat zurück. Es bildeten sich unter den Bauern Substrukturen der Macht. Diese Entwicklung wurde abgebrochen, als der norwegische König 1268 die Macht übernahm.